# Steve Huffman
Steve Huffman (né en 1983 ou 1984), plus connu sur Reddit sous le pseudonyme spez, est un développeur informatique américain cofondateur et actuel PDG du site et réseau internet Reddit,. Il a ensuite aussi cofondé le site moteur de recherche Hipmunk, qui a fermé ses portes en 2020,.

## Biographie

### Enfance et éducation
Steve Huffman grandit à Warrenton en Virginie aux États-Unis. À l'âge de 8 ans, il commence à programmer des ordinateurs. 
Il est diplômé en 2001 de la Wakefield School de la petite ville The Plains en Virginie. Il étudie ensuite l'informatique à l'université de Virginie (UVA) d'où il sort diplômé en 2005,.
En 2018, interviewé par The New Yorker, il dit : « Je me considère comme un troll dans l'âme. Faire en sorte que les gens se hérissent, soit un peu extravagant pour ajouter du piquant à la vie - je comprends cela. C'est ce que j'ai fait ».

### Carrière professionnelle
Lors des vacances de printemps de sa dernière année à l'UVA, Huffman et l'un de ses camarades de classe Alexis Ohanian, se rendent à Boston (Massachusetts) pour assister à une conférence donnée par le programmeur anglais Paul Graham,. Huffman et Ohanian discutent avec Graham après sa conférence et ce dernier les invite à postuler auprès de son incubateur de startup, Y Combinator. 
Huffman leur propose une idée initiale, My Mobile Menu [11] qui était de permettre à des utilisateurs de commander de la nourriture par SMS,. L'idée est rejetée, mais Graham propose une rencontre à Huffman et à Ohanian (à Boston pour présenter une autre idée de start-up). 

C'est alors lors d'un brainstorming qu'une idée de ce que Graham a qualifié de "première page de l'Internet" a été créée. Huffman et Ohanian sont alors acceptés dans la première classe d'Y Combinator,. Huffman a codé le site entier en Lisp,. Lui et Ohanian lancent Reddit en juin 2005, financé par Y Combinator, proposant des services similaires à ceux d'autres sites internet support de réseaux sociaux en ligne tels que StumbleUpon, Digg et Slashdot
L’audience du site croît très vite, dès les premiers mois : en août 2005, Huffman constate que la base d’utilisateurs habituelle était devenue si vaste qu’il n’avait plus besoin de remplir lui-même la page de couverture avec du contenu
,,.
À 23 ans, Huffman (et Ohanian) vendent Reddit à Condé Nast le 31 octobre 2006 pour, selon les sources, 10 à 20 millions de dollars,. Huffman reste chez Reddit jusqu'en 2009, date à laquelle il quitte son rôle de PDG par intérim.
Huffman voyage plusieurs mois au Costa Rica en Amérique centrale avant de co-créer en 2010 le site Web de voyages Hipmunk avec Adam Goldstein (autre auteur et développeur de logiciels). Egalement fondé avec Y Combinator,, Hipmunk est lancé en août 2010  avec Huffman servant de CTO. En 2011, Inc. (magazine) a nommé Huffman sur sa liste des 30 personnalité importantes de "moins de 30 ans" .

## Controverses
En 2014 Huffman déclare qu'il a commis une erreur en vendant Reddit et que la croissance du site a dépassé ses espérances. Le 10 juillet 2015 Reddit embauche Huffman au poste de PDG à la suite de la démission d'Ellen Pao et pendant une période particulièrement difficile pour la société. Huffman a alors comme priorité de lancer des applications Reddit pour iOS et Android en préparant la version "Web mobile" de Reddit, notamment en créant une infrastructure de test A/B . Parmi les améliorations qu'il apporte, figurent une expérience mobile facilitée, une infrastructure renforcée, et de nouvelles directives en matière de contenu (interdiction des contenus haineux, incitant à la violence, mise en quarantaine de certains utilisateurs, propos ou contenus pouvant être choquants, blocage de communautés "existant uniquement pour [...] rendre Reddit pire pour tous les autres",. Peu de temps après son retour, Huffman écrivait : "ni Alexis ni moi n'avons créé reddit pour être un bastion de la liberté d'expression, mais plutôt un lieu où une discussion ouverte et honnête peut avoir lieu". Dans une interview de 2012, Ohanian avait utilisé la même phrase pour décrire Reddit, comme le notent The New Yorker et The Verge,. Huffman a aussi modifié son site pour le rendre plus "convivial" pour les annonceurs,, et œuvré pour l'hébergement de vidéos et d'images sur le site.

### Controverse sur la modification de commentaires
Fin 2016, Huffman est au centre d'une controverse pour avoir modifié des messages sur un subreddit populaire auprès des partisans de Donald Trump (/r/The_Donald). À la suite des critiques d'utilisateurs de Reddit, il a annulé le changement et présenté des excuses. 
À partir de 2017 Huffman, jugeant que le site Web de Reddit ressemblait à un « Craigslist dystopique » au look obsolète dissuadant les nouveaux utilisateurs d'y venir, en dirige une refonte (lancée en avril 2018, pour un an). C'est sa première mise à jour visuelle majeure en une décennie,.

## Vie privée
Steve Huffman est un prepper (survivaliste).
Huffman vit à San Francisco, en Californie. Il encadre des programmeurs en herbe dans des camps d'entraînement au codage, notamment à la Hackbright Academy. Huffman a été formateur pour des cours d'apprentissage en ligne sur le développement web dispensés par Udacity,,. Il fait partie du conseil consultatif de la Anti-Defamation League's Center for Technology and Society.
Huffman est un danseur de salon,. À l'université de Virginie, Huffman a participé à des compétitions interuniversitaires,.
Huffman s'est marié en 2009 mais est maintenant divorcé.